# Brachyspira
Die Spirochäten-Gattung Brachyspira wurde erstmals 1982 beschrieben. Sie ist die einzige Gattung in der Familie der Brachyspiraceae. Alle Vertreter dieser gramnegativen Bakterien haben einen niedrigen GC-Gehalt und sind anaerob, können allerdings Sauerstoff tolerieren. Einige Arten sind krankheitserregend (pathogen). Die verursachten Infektionskrankheiten gehören zu den intestinalen Spirochätosen. Alle Arten können im Darm von verschiedenen Tieren (z. B. von Schweinen) und Menschen vorkommen.

## Merkmale

### Erscheinungsbild
Die Zellen sind länglich und spiralig aufgerollt, wie es auch bei nah verwandten Spirochäten der Fall ist. Der Durchmesser liegt im Bereich von 2–11 µm in der Länge und 0,2–0,4 µm in der Breite. Die Zellenden sind abgerundet oder spitz, jedoch nicht hakenförmig, wie dies für Leptospira typisch ist. Es werden in wachsenden Kulturen auch manchmal Ketten, mit einer Länge von drei oder mehreren Zellen beobachtet, ansonsten liegen die Zellen einzeln vor. Unter ungünstigen Bedingungen werden kugelförmige Zellen gebildet. Die periplasmatischen Flagellen (Endoflagellen) überlappen sich in der Zellmitte. Sie verleihen den Zellen die Fähigkeit, sich aktiv zu bewegen. In der Gram-Färbung verhalten sie sich negativ.

### Wachstum und Stoffwechsel
Brachyspira ist chemo-heterotroph. Der Stoffwechsel ist strikt anaerob, aber aerotolerant, d. h. die Gattung zeigt unter anaeroben Bedingungen – also unter Sauerstoffausschluss – Wachstum. Durch die Anwesenheit von Sauerstoff wird sie im Wachstum weder gefördert noch gehemmt. Im Stoff- und Energiewechsels werden verschiedene Kohlenhydrate und Aminozucker in einer Gärung verwertet. Glucose, Fructose, Galactose, Lactose, Maltose, Mannose und Trehalose können von einigen Arten (z. B. Brachyspira aalborgi, B. hyodysenteriae, B. innocens) in der Fermentation genutzt werden. Als Stoffwechselendprodukte treten Acetat, H2 und CO2 auf. Auch Ethanol kann bei verschiedenen Arten entstehen.

### Chemotaxonomie
Die Vertreter der Familie Brachyspiraceae gehören zu den Bakterien mit niedrigem GC-Gehalt, also einem niedrigen Anteil der Nukleinbasen Guanin und Cytosin in der Bakterien-DNA. Der GC-Gehalt für die Gattung liegt bei 24–28 Molprozent. Der GC-Gehalt der Typusart B. aalborgi beträgt 27,1 Molprozent. Die Mureinschicht in der Zellwand enthält die Diaminosäure L-Ornithin als diagnostisch wichtige Aminosäure. Zur Unterscheidung der verschiedenen Arten können die Antigene dienen, dabei handelt es sich um die Lipopolysaccharide in der äußeren Membran.

## Vorkommen
Brachyspira-Arten sind an einen Wirt gebunden und kommen nicht freilebend vor. Sie kommen im Darm von verschiedenen Tieren (z. B. von Schweinen) und Menschen vor.

## Systematik

### Geschichte der Taxonomie
Der Erreger der Schweinedysenterie (jetzt: B. hyodysenteriae) und ein weiterer, ebenfalls im Schweinedarm gefundener, apathogener Bakterienstamm wurden nach der Entdeckung 1972 der Gattung Treponema zugeordnet. Aufgrund von Untersuchungsergebnissen der DNA-DNA-Hybridisierung wurde der apathogene Stamm von der Art Treponema hyodysenteriae getrennt und der neuen Art Treponema innocens zugeordnet. Verschiedene weitere Untersuchungen (u. a. durch 16S-rRNA-Sequenzen) zeigten eine nicht nahe Verwandtschaft zu der Typusart von Treponema (T. pallidum) und  führten zu der Einführung einer neuen Gattung, Serpula. Diese Gattung, bestehend aus Serpula hyodysenteriae und Serpula innocens, wurde im Jahre 1992 in Serpulina umbenannt, denn es gab schon eine Pilzgattung mit dem Namen Serpula. Die Gattung Brachyspira wurde bereits 1982 mit der Art Brachyspira aalborgi durch Hovind-Hougen  u. a. definiert. Weitere Untersuchungen der 16S-rRNA zeigten eine hohe Verwandtschaft zu der Gattung Serpulina und 1997 wurden schließlich alle Arten von Serpulina in die Gattung Brachyspira gestellt.

### Aktuelle Systematik
Brachyspira ist die einzige Gattung und somit auch die Typusgattung der Familie der Brachyspiraceae. Die Familie wurde 2012 von Paster u. a. etabliert. Sie steht in der Ordnung der Spirochaetales, die neben dieser Familie noch drei weitere umfasst: Brevinemataceae, Leptospiraceae und Spirochaetaceae. Nach neuen phylogenetischen Untersuchungen von 2013 durch Gupta u. a. an den Vertretern dieser Spirochäten-Familien wurde vorgeschlagen, die Familien wegen ihrer deutlichen Unterschiede in den Rang einer Ordnung zu erheben (siehe auch Vorschlag einer veränderten Systematik der Spirochaetaceae). Damit wären die Brachyspiraceae die einzige Familie in der neuen Ordnung Brachyspiriales. Üblicherweise werden derartige Änderungen erst mit Neuauflage des wichtigen Referenzwerks der phylogenetischen Systematik der Bakterien, Bergey's Manual of Systematic Bacteriology, anerkannt.

### Arten und medizinische Bedeutung
Zu der Gattung Brachyspira werden zurzeit sieben Arten gerechnet (Stand 2014), B. aalborgi ist die Typusart.
- Brachyspira aalborgi Hovind-Hougen et al. 1983

apathogen, wurde im Darm vom Menschen nachgewiesen
- Brachyspira alvinipulli Stanton et al. 1998

Durchfallerreger beim Hühnerküken
- Brachyspira hyodysenteriae (Harris et al. 1972) Ochiai et al. 1998 (Synonym: Serpulina hyodysenteriae)

der Erreger der Schweinedysenterie
- Brachyspira innocens (Kinyon & Harris et al. 1979) Ochiai et al. 1998 (Synonym: Serpulina innocens)

apathogen, wurde beim Schwein nachgewiesen
- Brachyspira intermedia (Stanton et al. 1997) Hampson & La 2006 (Synonym: Serpulina intermedia)

apathogen, wurde beim Schwein nachgewiesen
- Brachyspira murdochii (Stanton et al. 1997) Hampson & La 2006 (Synonym: Serpulina murdochii)

apathogen, wurde bei Schweinen und Ratten nachgewiesen
- Brachyspira pilosicoli (Trott et al. 1996) Ochiai et al. 1998 (Synonym: Serpulina pilosicoli)

der Erreger der der Porcinen intestinalen Spirochätose